# Prințul Victor de Hohenlohe-Langenburg
Victor Ferdinand Franz Eugen Gustaf Adolf Constantin Friedrich de Hohenlohe-Langenburg (n. 11 decembrie 1833, Langenburg– d. 31 decembrie 1891, Londra), cunoscut drept Contele Gleichen, a fost ofițer în Royal Navy și sculptor.

## Biografie
S-a născut la Langenburg în Württemberg, ca al patrulea copil și al treilea fiu al lui Ernst I, Prinț de Hohenlohe-Langenburg (1794–1860) și al Prințesei Feodora de Leiningen (1807–1872). Mama lui a fost sora vitregă a reginei Victoria, și familia lui a fost apropiată de familia regală britanică.
Victor a devenit ofițer în Royal Navy în 1848 și a fost promovat locotenent în 1854.  În 1859 a devenit căpitan; a preluat comanda corvetei Racoon de la punerea ei în funcțiune în anul 1863 până în 1866, timp în care al doilea fiu al reginei Victoria, Alfred, Duce de Edinburgh (1844-1900) a servit la bord ca locotenent. S-a retras din serviciul activ în 1866 și a fost numit KCB în acel an (avansat la GCB în 1887).
S-a căsătorit cu Laura Williamina Seymour, fiica cea mică a amiralului Sir George Francis Seymour la 24 ianuarie 1861 la Londra. La scurt timp după acestă căsătorie morganatică soția sa a fost numită contesă Gleichen. Cuplul a avut patru copii.